# Božidar Bakotić
Božidar Bakotić (Zagreb, 21. srpnja 1936. – Zagreb, 28. lipnja 2015.), hrvatski pravnik i sveučilišni profesor. 
Na Pravnom fakultetu Sveučilišta u Zagrebu diplomirao je 1961., gdje je 1964. stekao doktorat pravnih znanosti. Cjelokupni je radni vijek proveo na istom fakultetu, od 1963. kao asistent na tadašnjem Institutu za međunarodno pravo i međunarodne odnose, od 1967. kao docent na Katedri za međunarodno (javno) pravo, od 1972. kao izvanredni profesor, a od 1978. kao redoviti profesor (od 1996. kao trajnom zvanju). 
Redoviti član Međunarodne astronautičke akademije, član Mehanizma za rješavanje sporova OESS-a i Suda za mirenje i arbitražu u okviru OESS-a. Autor stotinjak radova iz međunarodnog svemirskog prava, uporabe nuklearne energije, federalizma, međunarodnih ugovora, mirnog rješavanja sporova i ratnog prava. 